# Lena-Shoal-Dschunke
Koordinaten: 12° 21′ N, 119° 46′ O
Als Lena-Shoal-Dschunke wird ein Schiffswrack bezeichnet, das circa 25 km nordwestlich der Calauit-Halbinsel vor der Insel Busuanga in etwa 48 Metern Tiefe im Südchinesischen Meer liegt. Es wurde 1996 durch den französischen Unterwasserarchäologen Franck Goddio entdeckt, der Hinweisen nachging, die ihm das National Museum of the Philippines gab, da Taucher und Fischer immer wieder Bruchstücke von Keramiken hoben, die sie bei der Lena-Untiefe fanden.
Die Dschunke sank vermutlich um das Jahr 1490, aufgrund der Ladung des Schiffes konnte rekonstruiert werden, dass das Schiff zuvor bereits Vietnam, Kambodscha, Thailand und die Malaiische Halbinsel besucht und vermutlich Kurs auf Tondo hatte.
Die Dschunke bot den Forschern einige Überraschungen, da sie alle typischen Designmerkmale einer chinesischen Dschunke aufweist, jedoch die Untersuchungen des verwendeten Holzes ergab, dass dieses Schiff in Südostasien gebaut worden ist. Für die Beplankung wurde eine aus der Baumgattung der Guttaperchabäume (Palaquium sp.) stammende Holzart verwendet, diese kommt nur in Südostasien vor. Dieses lässt vermuten, dass der Heimathafen irgendwo in der Region liegen muss.
Ein Teil der gehobenen Ladung des Schiffes beinhaltete Schmuck-, Metall-, Glas-, Elfenbeinwaren und Kanonen. Den größten Teil der Fracht bildeten jedoch Porzellan- und Keramikwaren aus China und Südostasien. Der Fund der Lena-Shoal-Dschunke gilt als ein bedeutendes Beispiel für den Dschunkenhandel des späten 15. Jahrhunderts. Mit diesem Fund konnte ein weiteres Verbindungsglied für die damaligen Handelsrouten rekonstruiert werden.